# Lymantria griseostriata
Lymantria griseostriata este o specie de molii din genul Lymantria, familia Lymantriidae, descrisă de Sir George Hamilton Kenrick 1914 Conform Catalogue of Life specia Lymantria griseostriata nu are subspecii cunoscute.